# エルピディオ・キリノ
エルピディオ・キリノ・イ・リベラ（スペイン語: Elpidio Quirino y Rivera、1890年11月16日 - 1956年2月29日）は、フィリピンの政治家。同国第6代大統領（在任：1948年4月18日 - 1953年12月30日）。1966年6月にヌエヴァ・ヴィスカヤ州から分離して設立されたキリノ州の名前の由来である。

## 大統領就任まで
1890年11月16日にルソン島北西部にあるイロコス・スル州ビガンに誕生する。少年時代をラ・ウニョン州アリンガイで過ごし、キリノはビガンの高校を卒業するとマニラに上京し、土地局やマニラ警察で働いた。1911年にマニラ高校を卒業し、公務員試験に合格した。
フィリピン大学に進学したキリノは1915年に法学部を卒業し、後に法曹界入りした。その後1919年に代議院議員に選出されるまで弁護士として従事した。1925年6月から1946年5月まで元老院議員であり、その他に財務大臣や内務大臣を歴任した。
1934年3月、フィリピン独立法（タイディングス・マクダフィー法）がアメリカ議会で可決されることを目指し、マニュエル・ケソン率いるフィリピン独立使節団の一員としてワシントンを訪問した。同法は成立し、1945年までにフィリピンを独立させるものと定めたが、太平洋戦争の勃発によりフィリピンは今度は日本に占領されることとなり、独立どころではなくなった。この日本占領期間中、彼は日本軍により多くの家族を殺害されている（後述#家族参照）。
フィリピンが正式に独立宣言を行ったのは1946年7月4日であった。戦後のキリノは公職での活動を続け、上院仮議長を務めた。1946年5月にキリノは独立後初の副大統領に選出され、同年9月に外務大臣を兼任した。

## 大統領
1948年4月、マニュエル・ロハスが現職の大統領のまま死去したため、キリノは同月17日に大統領に就任した。翌年に実施された選挙で、キリノは自由党の候補者として大統領選挙に出馬し、国民党のホセ・ラウレルを破って当選を果たした。キリノは既に妻を亡くしていたため、娘のビクトリアがファーストレディとしての役割を担った。
キリノ政権が直面していた問題の1つに、当時活動が活発化していたフクバラハップがあった。元々ルソン島の抗日ゲリラであったフクバラハップは、共産主義者がリーダーシップを着実に握りつつあった。また1948年にフクバラハップ指導者のルイス・タルクと政府との交渉が決裂した際、タルクは自身が共産主義者であることを公にすると共に、政府打倒を訴えていた。
キリノ政権の6年間には目覚ましい戦後復興・経済的利益・アメリカからの経済支援の増加といった成果を挙げることができる。しかし一方で、特に農村部では富裕地主による農地の寡占という基本的な社会問題が未解決のまま残され、さらに内閣の多くが汚職や収賄によって腐敗してしまった。
1950年、6月に始まった朝鮮戦争に参戦し、7450人余りの軍部隊を遠征軍（PEFTOK）として朝鮮半島に派遣した。

### 日本人戦犯特赦
1953年7月、未だ反日感情の根強い中で、入院中の米ボルティモアの病院のベッドでラジオ番組の収録に臨み、日本人戦犯105名全員に大統領権限のみで出せる特赦を与える大統領声明を読み上げ、日本への帰国を許可した。これについて、彼自身のキリスト教徒との信念に結び付ける説の他に、戦犯囚を抱え続けることが財政負担となっていたとの説、政治的に冒険であったが日本との賠償交渉の行き詰まり打開を期待してのこととする説などがある。一方で、高山正之はこの戦犯釈放について以下のような見解をとっている。キリノは大統領就任時にモンテンルパの収容所の日本人のB・C級戦犯3人を絞首刑にした。そしてその後、日本との戦時賠償交渉で法外な80億ドルを要求し、それが拒絶されると見せしめに一晩で14人を処刑し、さらに日本政府に残りの戦犯のさらなる処刑を匂わせて要求を飲まそうとした。これをアメリカのジョン・フォスター・ダレス国務長官（当時）に咎められ、戦犯の処置に困り、やむなく残りの戦犯全員に恩赦を与えて解放したのが、後で美談に仕立て上げられたのだとする。
自民党副総裁だった高村正彦は2016年１月に国交正常化60周年を記念した当時の天皇･皇后のフィリピン訪問に同行した際に、キリノの孫らの一人から、「母を殺した日本人をなぜ」と尋ねる自身の子にキリノが「憎しみの連鎖を終わらせなければならない」と答えたという話を聞いている。このため、高村は帰国後、キリノの顕彰碑の建立に尽力し、キリノの碑が日本にも日比谷公園に存在する。

## 晩年
同年11月に実施された大統領選挙にて、キリノは病気を押して出馬した。再選を狙ったがラモン・マグサイサイに大差で敗北した。病気を押しての出馬であったが、日本人戦犯釈放が選挙に悪影響を及ぼしたとも言われている。その後は政界を退いてケソンで生活した。1956年2月29日にケソンにて心臓発作で死去した。

## 家族
1921年1月、アリシア・シキアと結婚し、5人の子女が誕生した。第二次世界大戦中、日本軍に弟の一人を処刑され（斬首されたと伝えられる）、さらにマニラの戦いにおいて、避難の途上で、妻のアリシアと5人の子供のうち次男・長女・三女の3人が日本兵に殺害されている。これについては、本人がフィリピン国内に向けて出した、日本人戦犯釈放に関する公式の大統領府声明の中で述べられ、声明は正式な政府記録として残されている。家族の内、妻と娘については通りを渡ろうとして日本兵に殺され、銃撃に巻き込まれる恐れから遺体を容易に回収に行けず、路上にかなりの間放置されていたのが、多くの人々によって目撃されている。

## 演じた人物
- 神太郎 - 舞台『モンテンルパの夜はふけて』（2007年、MITAスタジオ製作）[8]
- 真山章志 - 舞台『モンテンルパ』（2021年、トム・プロジェクト製作）[9]